# Элмер Фадд
Элмер Дж. Фадд / Умник (англ. Elmer J. Fudd/Egghead) — вымышленный мультипликационный герой, один из самых известных персонажей Looney Tunes, заклятый враг Багза Банни. Не очень умён. По сюжету его целью является охота на Багза, но каждый раз она обычно заканчивается серьёзными ранениями самого охотника или второстепенных героев. Отличительной чертой Элмера является его специфическая и легкоузнаваемая манера разговора. Он картавит, заменяя звуки «R» и «L» на «W», так что фраза «Watch the road, Rabbit!» (рус. Следи за дорогой, Кролик!) превращается в «Watch the woad, wabbit!». Коронная фраза Элмера — «Be vewy vewy quiet, I’m hunting wabbits» (рус. Будь оцень оцень тихим! Я охочусь на кволиков), также он известен своим фирменным смехом «huh-uh-uh-uh-uh-uh-uh-uh».
Наиболее популярные мультфильмы с участием Элмера Фадда — шедевр Чака Джонса Что за опера, док?, Севильский кролик и Трилогия об охоте из серии Кроличий сезон/Утиный сезон.

## Происхождение
Умник — первый постоянный персонаж в созданной Леоном Шлезингером серии Весёлые Мелодии (англ. Merrie Melodies), хоть некоторые персонажи и повторялись несколько раз (Фокси, Гупи и Пигги). В 1937 году Текс Эйвери ввел нового персонажа в серии коротких мультфильмов Умник снова возвращается. Умник изначально был изображен с носом картошкой, яйцевидной головой (откуда и пошло прозвище — «Яйцеголовый» или «Умник»), и в эксцентричной одежде. Озвучивал его Дэнни Уэбб.
Для мультфильма Опасный Дэн МакФу 1939 года специально наняли нового актера, Артура К. Брайана, чтобы озвучить персонажа-собаку. Им был придуман широко известный сейчас голос, который позже начали использовать для Элмера Фадда. Именно с тех пор он стал вторичным антагонистом в большинстве мультфильмов про Багза Банни, (после Неуправляемого Сэма), положив начало одной из самых известных историй соперничества в американском кино.
За сезон 1941—1942 внешний вид Элмера был изменен, но всего на пять мультфильмов — Кроличьи проблемы (англ. Wabbit Twouble), Кролик-везунчик (англ. The Wacky Wabbit), Кролик, который подоспел к обеду (англ. The Wabbit Who Came to Supper), Как насчет прикупить облигаций? (англ. Any Bonds Today?) и Свежий заяц (англ. Fresh Hare). Он потолстел, получил пивной животик и стал похож на озвучившего его актера Артура К. Брайана. Но зрители не приняли толстого Фадда, так что в конечном счете его «стройная» версия вернулась и осталась навсегда.
В мультсериале Приключения мультяшек (англ. Tiny Toon Adventures), созданном студией «Уорнер Бразерс» (англ. Warner Bros. Animation) в сотрудничестве со Стивеном Спилбергом, действует героиня Элмайра Дафф (Elmyra Duff), прототипом которой послужил Элмер.
В мультсериале "Лунатики" в серии "Охотник" появляется его далёкий потомок (так как действия мультсериала происходят в будущем) по имени Электро Дж. Фадд. Сам Элмер появился в качестве камео на одном из слайдов презентации, демонстрирующих предков Электро, где говорилось что он погиб во время охоты на гигантскую белку.
В мультсериале «Шоу Луни Тюнз» 2011 года он появляется только несколько раз в качестве журналиста и репортера, и, кажется, он оставил профессию охотника.
В мультфильме "Луни Тюнз: кролик в бегах" 2015 года предстаёт перед зрителями в качестве агента ФБР, меняя привычный охотничий костюм на чёрный в лучших традициях агентов секретных служб. С Багзом Банни по сюжету мультфильма он не был прежде знаком, и, отправляясь в погоню за кроликом лишь выполнял свою работу. Его личного отношения к Багзу не видно на протяжении всего мультфильма.
В игре "Bugs Bunny: Lost in Time" он предстаёт в качестве охотника из каменного века, вооружённого копьём, и соответственно меняется его наряд (хотя в одном из уровней он появляется в современном охотничьем костюме и с ружьём).

## Русский дубляж
- Вадим Андреев в Весёлых Мелодиях (в озвучивании ТВ-6)
- Алексей Колган в Приключениях мультяшек

## Влияние на популярную культуру
Дефект речи Элмера так хорошо известен, что Google позволяет пользователям изменять язык поисковой системы на язык Элмера Фадда.
Также комик и актёр Робин Уильямс выступал со знаменитой комедийной миниатюрой, где он пел песню Брюса Спрингстина «Пожар» голосом Элмера Фадда.